# Pedro Martínez (stacja kolejowa)
Pedro Martínez (hiszp. Estación de Pedro Martínez) – stacja kolejowa w Pedro Martínez, w Prowincji Grenada, we wspólnocie autonomicznej Andaluzja, w Hiszpanii.

## Położenie stacji
Znajduje się na linii kolejowej Linares Baeza – Almería w km 114,8.

## Linie kolejowe
- Linia Linares Baeza – Almería